# Wilhelm Nicolaisen
Wilhelm Nicolaisen (* 4. März 1901 in Flensburg; † 23. Januar 1973 in Büsum) war ein deutscher Agrarwissenschaftler mit Forschungsschwerpunkten auf den Gebieten der Pflanzenzüchtung, des Saatgutwesens, des Futterbaus, des Zwischenfruchtbaus und des Feldgemüsebaus sowie Hochschullehrer und Dozentenschaftsführer in der Zeit des Nationalsozialismus.

## Leben und Wirken
Wilhelm Nicolaisen, Sohn eines Malermeisters, studierte nach dem Abitur Landwirtschaft an der Universität Halle (Saale) und legte dort 1924 sein Examen als Diplomlandwirt ab. Anschließend war er als wissenschaftlicher Assistent am Institut für Pflanzenbau und Pflanzenzucht der Universität Kiel tätig. Von 1926 bis 1935 arbeitete er als wissenschaftlicher Assistent bzw. Oberassistent am Institut für Pflanzenbau und Pflanzenzüchtung der Universität Halle (Saale). Während dieser Zeit leitete er die dortige Pflanzenzuchtstation. 1928 promovierte er bei Theodor Roemer mit einer Dissertation über das sortenspezifische Verhalten des Erbsenwicklers.
1933 erhielt er mit einer Schrift über Immunitätszüchtung die Venia legendi für die Fachgebiete Pflanzenbau und Pflanzenzüchtung. Zum 1. Mai trat er der NSDAP bei (Mitgliedsnummer 2.261.197) und schloss sich auch der SA an. Darüber hinaus war er Propaganda- und Pressereferent der NSV und ab 1933 Gauobmann der NSDAP für Landwirtschaft.
Ab 1935 war Nicolaisen Professor und Direktor des Instituts für Futterbau an der Preußischen Versuchs- und Forschungsanstalt für Milchwirtschaft in Kiel. Gleichzeitig hielt er Vorlesungen über Futterbau an der Universität Kiel. 1942 folgte er einem Ruf an die Universität Königsberg. Als Nachfolger von Eilhard Alfred Mitscherlich leitete er dort bis 1945 das Institut für Pflanzenbau. Wie bereits in Kiel beschäftigte er sich auch in Königsberg bevorzugt mit Fragen des Futter- und Zwischenfruchtbaus. Seine wichtigste Publikation aus dieser Zeit ist die 1944 erschienene Schrift „Der Anbau von Futterhackfrüchten“. In dieser Zeit war er Dozentenführer der Universität Königsberg. Als solcher schrieb er in einem Gutachten für die Deutsche Forschungsgemeinschaft an Greite zur Ablehnung von Gotthilft von Studnitz als Dozent am Kieler Zoologischen Institut, dass „Herr von Studnitz […] als Erzieher abgelehnt werden“ müsse und er „bei seiner politischen Haltung einen positiven Einfluß auf die Erziehung der Jugend zum Nationalsozialismus nie ausüben“ könne.
Nach 1945 war Nicolaisen zunächst in privaten Saatzuchtbetrieben tätig. 1949 folgte er einem Ruf an die neugegründete Hochschule für Gartenbau und Landeskultur Hannover (1952 als Fakultät in die Technische Hochschule Hannover integriert). Hier leitete er bis 1966 als ordentlicher Professor das Institut für Gemüsebau und widmete sich verschiedenen Themen der Gemüsebauforschung, vor allem den Standortfragen des Feldgemüsebaus. In den 1950er Jahren war er maßgebend beteiligt an der Schaffung eines deutschen Saatgutgesetzes.
Zu den wichtigsten Veröffentlichungen von Nicolaisen auf dem Gebiet des Gemüsebaus gehören sein umfassender Übersichtsbeitrag „Feldgemüsebau“ (Handbuch der Landwirtschaft 1953) und die gemeinsam mit Hans Dieter Hartmann und Werner Grumblat erarbeitete Schrift „Die Gemüseanbaugebiete der Bundesrepublik“ (1955). Grundlegende Gedanken zum Wissenschaftsverständnis des Fachgebietes Pflanzenbaus publizierte er 1954 in dem Beitrag „Über Aufgaben der Pflanzenbauforschung“.
Nicolaisen war langjähriger Mitherausgeber der Zeitschrift „Gartenbauwissenschaft“. Bis 1963 gehörte er als Obmann des Fachausschusses Garten-, Obst- und Weinbau dem Forschungsrat für Ernährung, Landwirtschaft und Forsten an. Er war ein vielbegehrter Vortragsredner bei praxisorientierten Veranstaltungen des Land- und Gartenbaus. An der Landwirtschaftlichen Fakultät der Universität Göttingen hielt er Vorlesungen über Feldgemüsebau.

## Auszeichnungen
Für seine Verdienste um die Land- und Gartenbauwissenschaft wurde Nicolaisen mehrfach ausgezeichnet, u. a. mit der Großen Goldenen Medaille des Zentralverbandes des deutschen Gemüse-, Obst- und Gartenbaus und mit der Max-Eyth-Denkmünze in Silber der Deutschen Landwirtschafts-Gesellschaft. Die Technische Hochschule München verlieh ihm 1966 die Würde eines Ehrendoktors.

## Publikationen
- Der Erbsenwickler Grapholitha (Cydia, Laspeyresia) sp., sein Schaden und seine Bekämpfung unter besonderer Berücksichtigung der Anfälligkeit verschiedener Erbsensorten. Diss. naturwiss. Fak. Univ. Halle 1928. – Zugl. in: Kühn-Archiv Bd. 19, 1928, S. 196–256.
- Die Grundlagen der Immunitätszüchtung gegen Ustilago avenae (Pers.) Jens. Habil.-Schr. naturwiss. Fak. Univ. Halle. – Zugl. in: Zeitschrift für Pflanzenzüchtung Bd. 19, 1934, S. 1–56.
- Der Anbau von Futterhackfrüchten (= Arbeiten des Reichsnährstandes, Bd. 71), Reichsnährstandsverlag Berlin 1944, Neuauflage 1946 (als Bd. 75).
- Zwischenfruchtbau zur Stärkung der Bodenkraft. Ausgleich in der Nährstoffbilanz – Forderungen der Zeit. In: Der Forschungsdienst Bd. 17, 1944, S. 241–253.
- Hafer, Avena sativa L. In: Handbuch der Pflanzenzüchtung, herausgegeben von Th. Roemer und W. Rudorf. Bd. 2: Die Züchtung der Hauptgetreidearten, Verlag Paul Parey 1950, S. 224–228.
- Feldgemüsebau. In: Handbuch der Landwirtschaft, 2. Auflage, herausgegeben von Th. Roemer, A. Scheibe, J. Schmidt und E. Woermann, Bd. 2: Pflanzenbaulehre, Verlag Paul Parey, Berlin und Hamburg 1953, S. 668–735.
- Über Aufgaben der Pflanzenbauforschung. Kali-Briefe (Büntehof), Fachgebiet 3, Folge 4, 1954.
- W. Nicolaisen, H. D. Hartmann und W. Grumblat: Die Gemüseanbaugebiete der Bundesrepublik. Landwirtschaftsverlag Hiltrup bei Münster = Landwirtschaft – Angewandte Wissenschaft; Sonderheft Gartenbau, Nr. 9.